# Zé Mário (político)
José Mário Schreiner, mais conhecido como Zé Mário (Porto União, 08 de fevereiro de 1961), é um técnico em agronomia e agrimensura e político brasileiro, filiado ao Movimento Democrático Brasileiro (MDB).
Em 2018, foi eleito deputado federal por Goiás com 96.188 votos (3,17% dos válidos). Conhecido como a liderança classista que deu outra cara para a Federação da Agricultura e Pecuária de Goiás (Faeg) e a Confederação da Agricultura e Pecuária do Brasil (CNA), representa os interesses do Movimento Brasil Livre.